# ディギン・オン・ユー
「ディギン・オン・ユー」（Diggin' on You）はTLCのシングル。全米だけでも累計1,200万枚以上（世界では2,300万枚以上）を売上げてダイヤモンドディスクとなった2ndアルバム『クレイジーセクシークール』からの4枚目のシングルで、1995年10月30日に発売された。
「ディギン・オン・ユー」はビルボード全米ホット・チャート5位、R&Bチャート7位（1996年1月6日付）を記録し、TLCの楽曲の中でもトップ3に入ると評価されるなど、スケール感のあるラブソングで、この曲のヒットにより、それまでの支持層以外にも幅広い新たなファンを獲得した楽曲でもある。

## 制作・録音
「ディギン・オン・ユー」の作詞作曲は、甘美なメロディー・メイカーとして知られるベイビーフェイスが手掛け、プロデュースも彼自身が担当した。
録音は、カリフォルニア州ハリウッドにあるミュージック・グラインダー・スタジオ (The Music Grinder Studios)で、ブラッド・ギルダーマン (Brad Gilderman) によって行われた。
ミキシングは、カリフォルニア州ロサンゼルスにあるララビー・サウンド・スタジオ (Larrabee Sound Studios)のデーブ・ウェイが担当した。
シングルCDのカバー・アートは、アーノルド・ターナー (Arnold Turner)によって撮影された。

## トラック・リスト

### CDシングル
| #  | タイトル                                                                                             | 作詞 | 作曲・編曲 | 時間 |
| -- | --- | ---- | ---------- | ---- |
| 1. | 「ディギン・オン・ユー Diggin' on You」(アルバム・ヴァージョン Album Version)                        |      |            | 4:14 |
| 2. | 「ディギン・オン・ユー Diggin' on You」(L.A.'s ライヴ・リミックス L.A.'s Live Remix)                 |      |            | 4:37 |
| 3. | 「ノーバディ・ノウズ Nobody Knows」(トニー・リッチ スペシャル・プレビュー Tony Rich special preview) |      |            | 1:49 |

### 12インチ・シングル
| #  | タイトル | 作詞 | 作曲・編曲 | 時間 |
| -- | --- | ---- | ---------- | ---- |
| 1. | 「ディギン・オン・ユー Diggin' on You」(CJ's クラブ・ミックス CJ's Club Mix)                                   |      |            | 9:23 |
| 2. | 「ディギン・オン・ユー Diggin' on You」(エディ F.'s アンタッチャブル・リミックス Eddie F.'s Untouchable Remix) |      |            | 5:06 |
| 3. | 「ディギン・オン・ユー Diggin' on You」(CJ's ハウス・ミックス CJ's House Mix)                                  |      |            | 9:38 |
| 4. | 「ディギン・オン・ユー Diggin' on You」(アカペラ Acappella)                                                    |      |            | 3:54 |

| #  | タイトル                                                                                   | 作詞 | 作曲・編曲 | 時間 |
| -- | ------------------------------------------------------------------------------------------ | ---- | ---------- | ---- |
| 1. | 「ディギン・オン・ユー Diggin' on You」(ソウルパワー・リミックス Soulpower Remix)          |      |            | 5:54 |
| 2. | 「ディギン・オン・ユー Diggin' on You」(アルバム・ヴァージョン Album Version)              |      |            | 4:14 |
| 3. | 「ディギン・オン・ユー Diggin' on You」(L.A.'s ライヴ・リミックス L.A.'s Live Remix)       |      |            | 4:37 |
| 4. | 「ディギン・オン・ユー Diggin' on You」(アルバム・インストゥルメンタル Album Instrumental) |      |            | 4:14 |

### マキシシングル
| #  | タイトル | 作詞 | 作曲・編曲 | 時間 |
| -- | --- | ---- | ---------- | ---- |
| 1. | 「ディギン・オン・ユー Diggin' on You」(L.A.'s ライヴ・リミックス L.A.'s Live Remix)                          |      |            | 4:37 |
| 2. | 「ディギン・オン・ユー Diggin' on You」(ソウルパワー・リミックス Soulpower Remix)                             |      |            | 5:54 |
| 3. | 「ディギン・オン・ユー Diggin' on You」(CJ's クラブ・エディット CJ's Club Edit)                               |      |            | 4:14 |
| 4. | 「ディギン・オン・ユー Diggin' on You」(Eddie F.'s アンタッチャブル・リミックス Eddie F.'s Untouchable Remix) |      |            | 5:06 |
| 5. | 「ディギン・オン・ユー Diggin' on You」(アルバム・ヴァージョン Album Version)                                 |      |            | 4:14 |

※日本発売のマキシシングルも収録曲は同じ。

## レコーディング・ミュージシャン
出典は
- T-ボズ - リード・ボーカル
- チリ - ブリッジ・ボーカル
- デブラ・キリングス（英語版） – バック・ボーカル
- ベイビーフェイス – バック・ボーカル
- ベイビーフェイス - シンセサイザー
- ベイビーフェイス - ドラム・プログラム
- デーブ・ウェイ（英語版） - ミキシング・エンジニア
- ブラッド・ギルダーマン (Brad Gilderman) - レコーディング・エンジニア
- エリック・フィッシャー&ラモント・ハイド (Eric Fischer & Lamont Hyde) - アシスタント・レコーディング・エンジニア
- ハーブ・パワーズ (Herb Powers) - マスタリング・エンジニア

## エピソード
「ディギン・オン・ユー」のリード・ボーカルは、TLCの他の多くの楽曲同様にT-ボズが担当し、ブリッジ・ボーカルはチリが歌っているが、
レフトアイはこの楽曲の録音でバック・ボーカルでも参加していない。TLCの楽曲ではレフト・アイのバック・ボーカルがデブラ・キリングスに置き換えられることがあり、この曲でもレフト・アイが除外されていて、そうした不満が、その後にレフト・アイがソロになることを決めた理由の一因にもなったとされる。

## ミュージック・ビデオ
1995年7月にネバダ州ラスベガスで行われたコンサートのライヴ映像が使用されたミュージック・ビデオも当時話題になったが、監督はF・ゲイリー・グレイが担当している。
ステージに設置された「T」「L」「C」の3本の特大ポールが倒れると同時に、スポットライトを浴びたT-ボズ、レフト・アイ、チリの3人が出現するところからコンサートが始り、アルバム『クレイジーセクシークール』の赤いジャケットが拡大デザインされた背景のステージ上で銀色の衣裳を身につけた彼女たちが大人っぽく歌う姿が印象的なライヴ・ビデオとなっている。

## リミックス・バージョンのプロデューサー
出典は
- L.A.'s ライヴ・リミックス (L.A.'s Live Remix) 
  - L.A.リード（英語版）、ボー・ワトソン (Bo Watson)
  - 「クレイジーセクシークール・ツアー」のロサンゼルス公演の音源をリミックスしたもの[6]。
- ソウルパワー・リミックス (Soulpower Remix)
  - ソウルショック（英語版）、ケネス・カーリン（英語版）（ソウルショック＆カーリン（英語版））
  - R&B評論家の出田圭は、このソウルパワー・リミックス・ヴァージョンを、1993年から1996年のR&Bマスターピース・シングルの1曲として挙げている[20]。
- CJ's クラブ・ミックス (CJ's Club Mix)
  -  C・J・マッキントッシュ（英語版）
- エディ F.'s アンタッチャブル・リミックス Eddie F.'s Untouchable Remix
  - エディ・F （英語版）
  - サンプリングに、レッドマンの1993年のシングル「Tonight's da Night」（リック・ジェームス、ジェシー・アルバート・ストーン（英語版）作）が使用されている[16]。

## チャート記録

### 週間
| チャート(1995-1996)                                                                   | 最高位 |
| ------------------------------------------------------------------------------------- | ------ |
| アメリカ「ホット100・シングルチャート」(Billboard Hot 100)                            | 5      |
| アメリカ「ホットR&B/ヒップホップ・シングルチャート」(Billboard Hot R&B/Hip-Hop Songs) | 7      |
| アメリカ「リズミック・チャート」(Rhythmic (chart))                                    | 6      |
| アメリカ「メインストリーム・トップ40」(Mainstream Top 40)                             | 5      |
| アメリカ「ダンス・シングル・セールス」(Dance Singles Sales)                           | 8      |
| イギリス「全英シングルチャート」(UK Singles Chart)                                    | 18     |
| イギリス「R&Bシングルチャート」(UK R&B Singles and Albums Charts)                     | 2      |

### 年間
| チャート(1996)                                                           | 位 |
| ------------------------------------------------------------------------ | -- |
| アメリカ「年間ビルボード・ホット・チャート」(Billboard Hot 100)          | 45 |
| アメリカ「年間ビルボード・R&Bチャート」(Billboard Hot R&B/Hip-Hop Songs) | 67 |
| アメリカ「年間リズミック・チャート」(Rhythmic (chart))                   | 37 |
| アメリカ「年間メインストリーム・トップ40」(Mainstream Top 40)            | 40 |

## オールタイム・ランキング
| 出版媒体（国）               | ランキング名称                                                       | 位  | 発表年度 |
| ---------------------------- | -------------------------------------------------------------------- | --- | -------- |
| ビルボード（米） (Billboard) | ビルボード90年代トップ・ソングス (Billboard's Top Songs of the '90s) | 414 | 2019     |

## 収録アルバム
- 『クレイジーセクシークール』(CrazySexyCool)（1994年）
- 『Now & Forever: The Hits』(Now & Forever: The Hits)（2003年）
- 『The Very Best of TLC: Crazy Sexy Hits』(The Very Best of TLC: Crazy Sexy Hits)（2007年）
- 『We Love TLC』(We Love TLC)（2009年） - L.A.'s ライヴ・リミックス・バージョンが収録。
- 『プレイリスト: ヴェリー･ベスト･オブ･TLC』(Playlist: The Very Best of TLC)（2009年）
- 『TLC20 ～20thアニヴァーサリー・ヒッツ』(TLC 20: 20th Anniversary Hits)（2013年）
- 『グレイテスト・20イヤーズ・ヒッツ』(20)（2013年）
- 『TLC』(TLC)（2017年） - デラックス・エディションにリマスタリング音源を収録。

## 他の楽曲へのサンプリング
出典は
- 通常バージョン
  - クリステル・クリア (Crystelle Clear)「Lights Off, Lights On」（2014年） - アルバム『My Fantasy』収録。
  - ケイトラナダ「FLIPPIN ON YOU」（2017年）
  - スキジー・マーズ（英語版）「All Say」（2014年） - ミックステープ『Pace』収録。

- L.A.'s ライヴ・ミックス・バージョン
  - ジェイ・Z「Hovi Baby」（2002年） - アルバム『The Blueprint 2: The Gift & The Curse』収録。
  - ケリー・プライス（英語版）「I Can’t Turn Back」（2006年） - アルバム『This Is Who I Am』収録。
  - キエラ・キキ・シェアード「Interlude」（2011年） - アルバム『Free』収録。